# Lago
Lago község (comune) Olaszország Calabria régiójában, Cosenza megyében.

## Fekvése
A megye délnyugati részén fekszik. Határai: Aiello Calabro, Belmonte Calabro, Domanico, Grimaldi, Mendicino, San Pietro in Amantea és Amantea.

## Története
A település alapítására vonatkozóan nincsenek pontos adatok. Egy, a Cosenzát Amanteával összekötő út mentén épült őrtorony körül alakult ki. Aiello Calabro része volt, majd miután a 19. század elején a Nápolyi Királyságban felszámolták a feudalizmust Amantea része lett. Az 1920-as években vált önálló községgé.

## Népessége
A népesség számának alakulása:

## Főbb látnivalói
- San Nicola di Bari-templom
- Santa Maria del Soccorso-templom
- San Giuseppe-templom
- Santissima Annunziata-templom